# Timmersdala
Timmersdala is een plaats in de gemeente Skövde in het landschap Västergötland en de provincie Västra Götalands län in Zweden. De plaats heeft 915 inwoners (2005) en een oppervlakte van 67 hectare.

## Verkeer en vervoer
Bij de plaats loopt de Riksväg 26.